# Stauntonia obovatifoliola
Stauntonia obovatifoliola är en narrbuskeväxtart. Stauntonia obovatifoliola ingår i släktet Stauntonia och familjen narrbuskeväxter.

## Underarter
Arten delas in i följande underarter:
- S. o. obovatifoliola
- S. o. urophylla